# Lychnographa agaura
Lychnographa agaura är en fjärilsart som beskrevs av Turner 1917. Lychnographa agaura ingår i släktet Lychnographa och familjen mätare. Inga underarter finns listade i Catalogue of Life.